# Желеньский, Владислав (юрист)
Владислав Марцелл Желенский гербу Цёлек (пол. Władysław Marceli Żeleński herbu Ciołek; 11 июля 1903, Пархач — 25 июня 2006, Париж) — польский юрист, прокурор, адвокат. Представитель стороны обвинения на Варшавском процессе ОУН в деле о казни по убийству ОУН министра внутренних дел Польши Бронислава Перацкого. В послевоенные годы — сторонник украинско-польского примирения, один из основателей украинско-польского общества в Париже.

## Биография
Внук польского композитора, пианиста Владислава Марцияна Желенського (1837—1921). Племянник журналиста, критика и писателя Тадеуша Боя-Желеньского (1874—1941), расстрелянного нацистами во Львове в июле 1941 года, вместе с группой польских университетских преподавателей.
Учился в гимназии Кракова. В 11 лет потерял отца Станислава Желеньского, который погиб от смертельного ранения в одном из боев во время Первой мировой войны, будучи адъютантом генерала Тадеуша Розвадовского.
Поступил на юридический факультет Варшавского университета и переехал в город. Некоторое время жил у дяди Тадеуша, где познакомился с Ежи Гедройцем, с которым они стали единомышленниками в «украинском вопросе». Учебу совмещал с подработками.
Почти 50 лет расследовал дело «львовских профессоров». Благодаря ему в очередной раз была доказана непричастность к убийству украинцев из батальона «Нахтигаль». Создал собственный «Архив Желеньского», часть которого находится в Институте генерала Сикорского в Лондоне, а другая в Архиве новых актов в Варшаве.
Принял активное участие в работе польско-украинского общества, созданного в Париже в июне 1976 г., а с декабря 1980 г. возглавлял его.
В декабре 1979 г. участвовал в украинско-польской конференции по случаю 50-летия ОУН. В Мюнхене встретился с деятелем ОУН и ученым Владимиром Яновим; по словам последнего, имел желание работать ради будущего.
Инициировал совместный украинско-польский заупокойный молебен в польском костеле Парижа, по случаю смерти Патриарха Украинской греко-католической церкви — кардинала Иосифа Слипого. Поддерживал греко-католиков, был сторонником создания патриархата УГКЦ.
В письме к известной деятельнице украинского женского движения Милене Рудницкой, которая его поддерживала, сказал:
Наши народы… являются ближайшими соседями, имеют одинаковые цели: свободу и независимость, должны объединиться дружбой и взаимоуважением… Дорога к этому ведет через нахождение общего морального языка и одинаковой этической позиции.
Скончался в Париже, в возрасте 103 лет. Его отпевали в том костеле, в котором проходил совместный молебен поляков и украинцев за упокой души Иосифа Слепого…
Похоронен на польском кладбище Ле-Шампо в Монморанси.

## Публикации
- Władysław Żeleński Zabójstwo ministra Pierackiego [publikacja książkowa] (Paryż 1973, Biblioteka «Kultury»; wydanie krajowe: Iskry 1995).
- Władysław Żeleński Odpowiedzialność za mord profesorów lwowskich Wiadomości, nr 17 (1466) Londyn 1974 s.1;
- Władysław Żeleński By skończyć ze zmową milczenia  Wiadomości, nr 18 (1467), Londyn 1974 s. 2;
- Władysław Żeleński Czy mord profesorów lwowskich będzie wyjaśniony Wiadomości, nr 42 (1491), Londyn 1974 s.3;
- Władysław Żeleński Podróże lwowskich profesorów do Moskwy w r. 1940  Wiadomości nr 23 (1523), Londyn 1975 s 4.;
- Władysław Żeleński Cuda i dziwy w sprawie o mord profesorów  Wiadomości nr 49 (1549), Londyn 1975 s.2.
- Władysław Żeleński Ungeklaerter Mord in Lemberg, Die Welt, 5-6. 07. 1975 (Odpowiedź na artykuł W. Kahla i W. Pfuhla, Krach zwischen «DDR» und Polen wegen Rehabilitation Oberlaenders, Die Welt, 4. 07. 1975 r.).